# Bécasseau maubèche
Calidris canutus
Espèce
Statut de conservation UICN

 NT A2bcd+4bcd : Quasi menacé
Répartition géographique

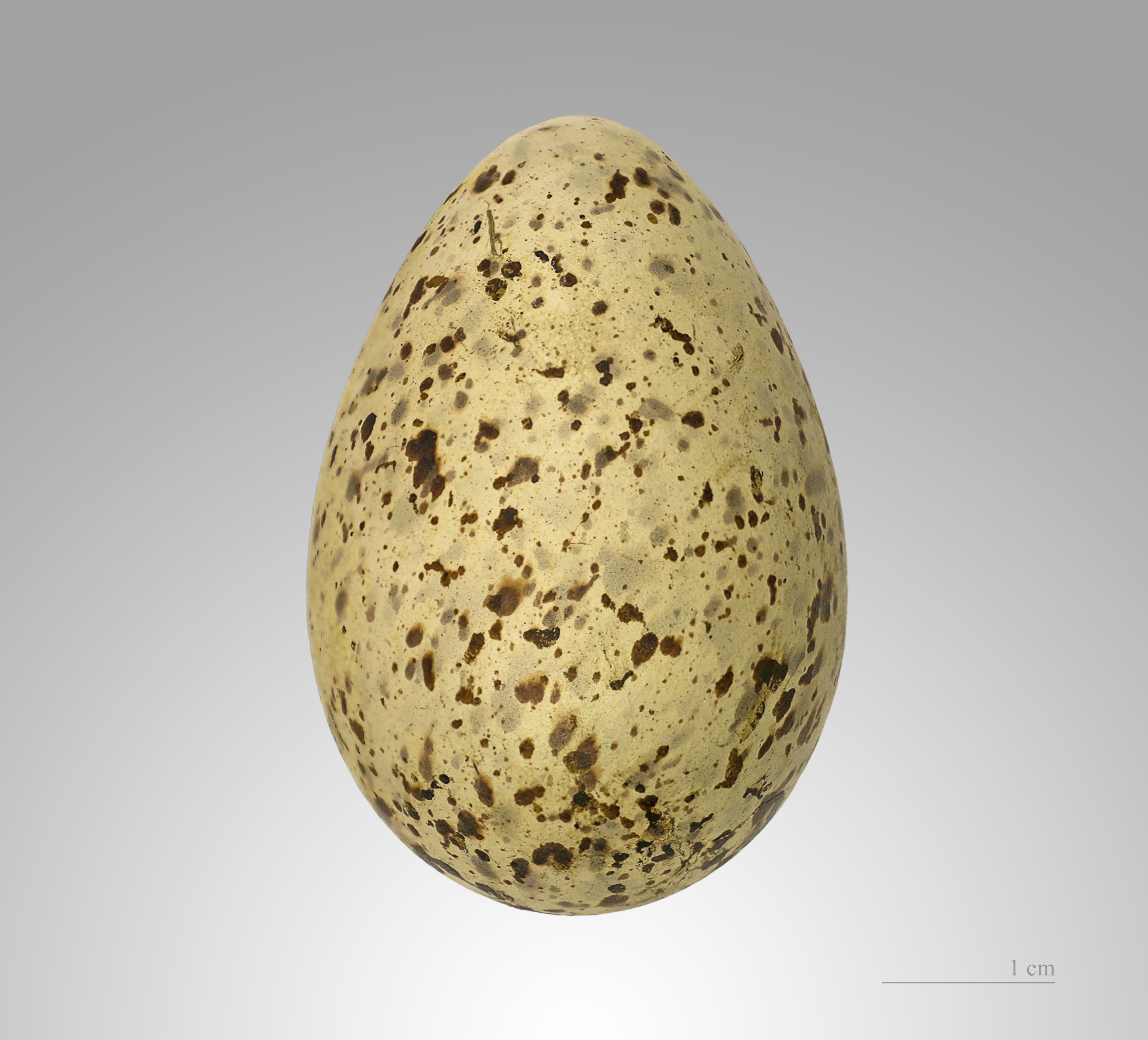
Œuf de Bécasseau maubèche - Muséum de Toulouse

Le Bécasseau maubèche (Calidris canutus) est une espèce de gros oiseaux limicoles de la famille des Scolopacidae.

## Description
Le bécasseau maubèche mesure entre 23 et 25 cm de long et pèse environ 35 g. Son corps, allongé et fuselé, est caractérisé par une petite tête, un bec noir et droit à base élargie et une pointe fine, un cou et un tibia courts, un tarse trapu, ainsi que de longues ailes effilées.
En plumage nuptial, les adultes présentent une coloration rousse qui s’étend de la tête à la poitrine, couvrant une grande portion des parties inférieures. Cependant, le bas du ventre et la région autour des pattes restent plus clairs, tandis que la poitrine est parsemée de teintes blanchâtres ou brunâtres.
Le plumage des parties supérieures est brun foncé, bordé de roux ou de gris, ce qui confère à l'oiseau un aspect pailleté et un camouflage efficace dans les habitats de reproduction à végétation clairsemée de l'Arctique. 
En plumage internuptial, cette espèce présente des parties supérieures gris pâle, avec de fines marges blanches et de minces traits sombres le long des rachis des plumes. Les parties inférieures sont blanches, à l'exception de chevrons indistincts sur les flancs.
Les juvéniles se distinguent par un plumage écailleux, marqué de bandes subterminales foncées sur les plumes du manteau, les scapulaires et les tectrices. Ils peuvent également présenter une coloration diffuse, chamois pâle et terne, sur la poitrine.

D'une envergure comprise entre 47 et 53 cm, en vol, les ailes présentent une transition de couleurs : les rémiges primaires sont brunes ou noires, tandis que les rémiges secondaires et les rectrices sont grisâtres. Les mâles affichent généralement une coloration plus vive que les femelles. 

Bécasseau maubèche en plein vol

### Voix
Son cri de contact au sein d'un groupe est un "nout" doux ; en vol émet une série de notes doubles "uètt-uètt" brèves et légèrement nasillardes. Surpris, il s'envole accompagné d'un brusque "kikkik".

## Statut
Le bécasseau maubèche est un oiseau de taille moyenne, représentant la deuxième plus grande espèce de la famille des bécasseaux,. Classé comme quasi menacé sur la Liste rouge de l'UICN, il est également considéré comme menacé ou en voie de disparition dans plusieurs pays, dont les États-Unis, le Canada, le Mexique et le Brésil,,,.

## Habitat
Le Bécasseau maubèche se reproduit dans la toundra humide. En migration et en hivernage, il fréquente essentiellement les vasières littorales.

## Migration

"Aire de répartition mondiale des six sous-espèces de Bécasseaux maubèches. Les flèches relient les sites d’hivernage (points rouges = taille proportionnelle à celle de la population) et les sites de reproduction (en violet)".

Toutes les sous-espèces de bécasseaux maubèches sont migratrices et accomplissent l'une des migrations les plus longues parmi toutes les espèces d'oiseaux. À la fin du printemps, les bécasseaux maubèches quittent leur habitat d’hivernage dans le sud de la Terre de Feu, en Argentine et au Brésil, ainsi que dans les Caraïbes,. Ils traversent le Golfe du Mexique et la côte est de la Floride avant de rejoindre leur site de reproduction dans la toundra arctique, au Canada,. 
Des analyses moléculaires, des signatures isotopiques et des suivis GPS ont montré que, pendant la saison de non-reproduction, ces oiseaux se retrouvent principalement sur les côtes australes et pacifiques des Amériques.
En raison de ses longs vols, parfois sans escale, et de la grande dépense énergétique qu’elle implique, la migration du bécasseau maubèche – ou du moins de certains individus – nécessite des sites d’escale essentiels pour le repos, le ravitaillement et le rechargement énergétique nécessaires à la poursuite du trajet,. De nombreuses études ont souligné l’importance de ces sites d’escale et de leur connectivité. Par exemple, certains individus parcourent environ 8 300 km sans escale entre Lagoa do Peixe (Brésil) et la Baie du Delaware (États-Unis), tandis que le trajet entre la Baie du Delaware et la Baie James (Canada) dure environ 2 à 3 jours.
Au cours de leur migration, certains individus font escale à plusieurs sites, comme la Baie du Delaware et, les îles Kiawah et Seabrook en Caroline du Sud, pour se reposer et se ravitailler,. D'autres, en revanche, effectuent des vols directs d'environ 30 000 km, reliant leur habitat de reproduction à leur habitat d’hivernage. Ce type de migration exige une dépense énergétique considérable, ce qui souligne l'importance des sites d'escale interconnectés, offrant à la fois des ressources alimentaires abondantes et des espaces de repos le long de leur trajet migratoire.
Ces sites sont particulièrement cruciaux pour les populations juvéniles ou de taille moyenne, qui ne peuvent voler que sur de courtes distances (1 000 à 3 000 km), ainsi que pour celles qui parcourent de plus longues distances (5 000 à 8 000 km), ou encore pour les individus en mauvaise condition physique ou, affectés par des polluants ou des charges parasitaires.

## Alimentation et comportement

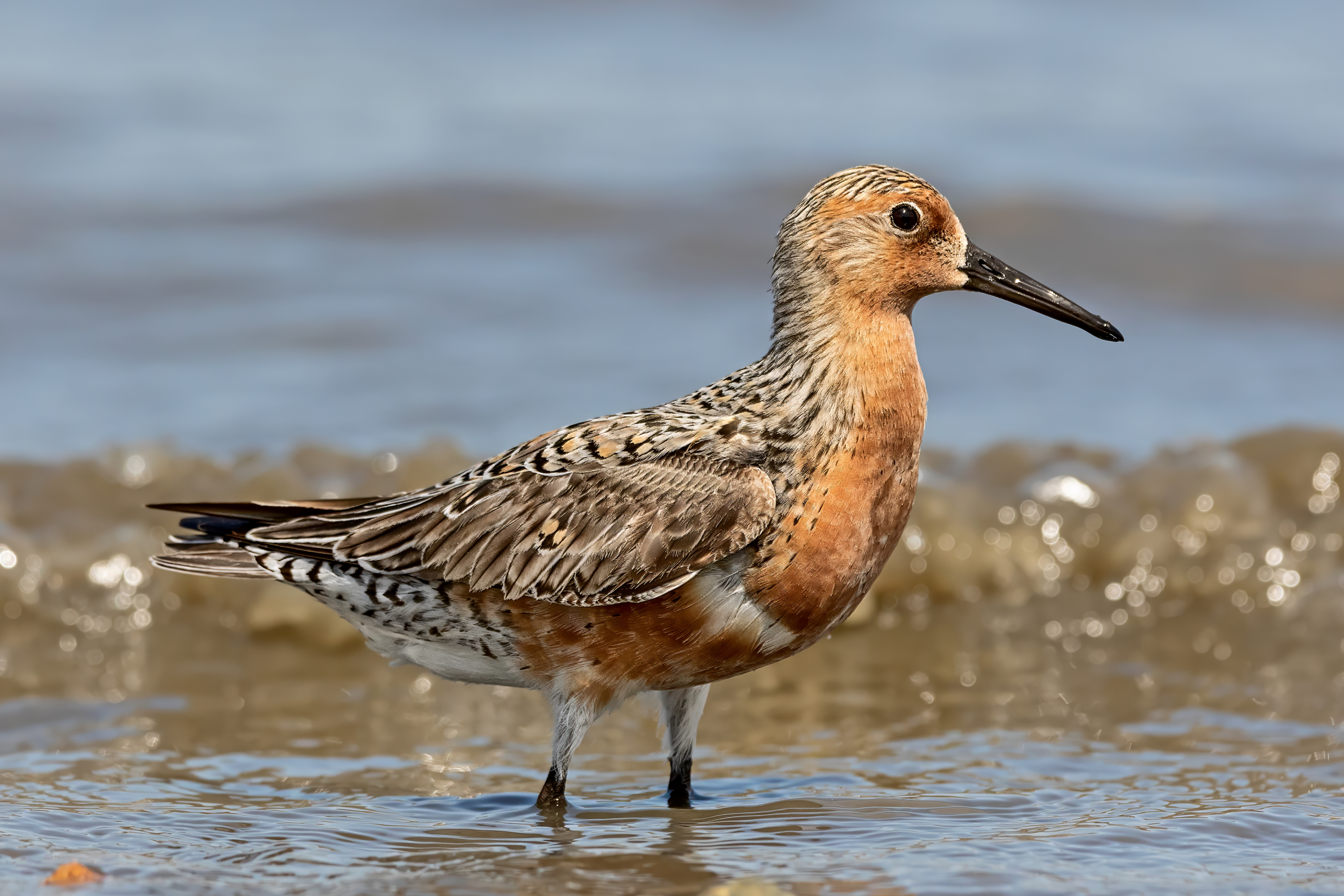
Bécasseau maubèche à Delaware Bay, New Jersey, États-Unis.

Espèce très grégaire, capable de former des groupes de plusieurs milliers d’individus. Lorsqu’ils sont dérangés, ils exécutent des manœuvres aériennes parfaitement synchronisées et spectaculaires.
Les bécasseaux maubèches, qui se nourrissent en groupe, avancent lentement et régulièrement, la tête baissée, à la recherche de nourriture. Bien qu'un néophyte puisse les confondre avec le Pluvier argenté en hiver, plusieurs critères visuels permettent de les distinguer. En effet, à distance, la manière régulière dont ils cherchent leur nourriture les différencie clairement des pluviers argentés, qui adoptent des mouvements plus brusques et saccadés.
Strictement côtière, le bécasseau maubèche adopte un régime alimentaire varié, comprenant des bivalves (Venerida et Mytilida), des crustacés (Amphipoda et Calanoida), des larves d'insectes (Diptera), ainsi que, durant sa migration, des œufs de limules particulièrement riches en énergie,. En hiver, il se nourrit principalement d'invertébrés intertidaux, tels que des mollusques, des annélides et des insectes.
Les bécasseaux maubèches ajustent leur comportement alimentaire en fonction de la disponibilité des ressources, tant dans l’espace que dans le temps. Ils optimisent ainsi leurs dépenses énergétiques en se nourrissant principalement dans les zones les plus productives,. Par exemple, leur arrivée coïncide souvent avec la ponte des limules (Limulus polyphemus) dans la Baie du Delaware, soulignant l'importance de la synchronisation avec l'abondance des ressources alimentaires sur les sites d'escale pour une migration réussie,,. 
Des études ont également révélé une préférence pour des proies faciles à digérer. Dans la Mer des Wadden, les bécasseaux maubèches privilégient les jeunes coques comestibles (Cerastoderma edule), qui possèdent des coquilles plus fines et une chair plus abondante. Cette sélection permet d'optimiser l'apport énergétique tout en réduisant le temps consacré à la digestion.
Par ailleurs, des facteurs sociaux influencent également leur recherche de nourriture. Les bécasseaux maubèches prennent en compte les comportements de leurs congénères, s'attirant ainsi mutuellement vers des zones riches en ressources. Ce phénomène a aussi des effets positifs sur la détection des prédateurs, renforçant ainsi leur sécurité.

## Connectivité des habitats et importance des sites critiques
Les principaux sites de rassemblement des bécasseaux maubèches incluent la Virginie et la Baie du Delaware, cette dernière étant l'un des sites d'escale les plus étudiés pour cette espèce. En effet, elle constitue à la fois une zone de repos essentielle et un dernier point de ravitaillement avant leur migration vers leurs habitats de reproduction dans l'Arctique, principalement grâce à l'abondance des œufs de limules,. On estime que la Baie du Delaware abrite entre 50 % et 60 % des bécasseaux migrateurs lors de leur passage printanier. De plus, une corrélation positive a été observée entre l'abondance des crabes femelles sur ce site et l'atteinte du seuil de masse corporelle nécessaire à la survie des juvéniles.
Le delta de l'Altamaha est également un site d’escale crucial, où les bécasseaux maubèches peuvent s'arrêter en moyenne pendant 38 jours durant leur migration d'automne.
De même, la Lagoa do Peixe et la côte du Rio Grande do Sul, qui représentent l'un des derniers arrêts avant les longs vols migratoires vers l'Amérique du Nord, sont également des sites critiques pour la viabilité des bécasseaux maubèches, notamment pour la sous-espèce Calidris canutus rufa.
En outre, les zones humides de Guerrero Negro, en dehors de l’aire de reproduction, sont considérées comme l'un des sites les plus importants pour les bécasseaux maubèches, en particulier pour la sous-espèce Calidris canutus roselaari.
Par ailleurs, de février à mai 2021, les îles de Kiawah et de Seabrook en Caroline du Sud ont accueilli plus de 17 247 bécasseaux, soit 41 % de la population mondiale de la sous-espèce Calidris canutus rufa.
Parallèlement, des escales comptant entre 8 000 et 24 000 individus ont également été observées en Géorgie pendant la migration d'automne, tandis que plus de 5 000 bécasseaux se sont arrêtés sur la côte est de la Virginie durant la migration printanière. 
D'autres sites d'escale importants incluent la baie de Santa Rosa (à l'embouchure du fleuve Amazone), la côte du Maranhão, la côte de la Guyane française et du Suriname, ainsi que l'Archipel de Chiloé. Gherardi-Fuentes et ses collègues (2022) ont également observé une forte connectivité migratoire entre l'Archipel de Chiloé et le Golfe du Mexique, ainsi qu'entre les principaux sites d'escale traditionnels tels que Chiloé, Caroline du Sud, Argentine, Delaware et Géorgie.
Enfin, la toundra arctique joue également un rôle clé en tant que source de nourriture, avec l'abondance d'insectes qui hivernent sous la neige et émergent à sa fonte en été. Il est essentiel que les bécasseaux maubèches synchronisent précisément leur migration pour qu'elle coïncide avec la disponibilité maximale de ces ressources alimentaires,,.

## Déclin des populations
Les populations de bécasseaux maubèches ont connu un déclin spectaculaire, de l'ordre de 85 % au cours des dernières décennies. En ce qui concerne la sous-espèce Calidris canutus rufa, une diminution de 75 % a été observée entre 1985 et 2000, ainsi qu'entre 2011 et 2013 . Ces déclins constatés expliquent pourquoi l'espèce est désormais classée comme menacée et en voie de disparition dans de nombreux pays,,,.  
Malgré la stabilité des sources de nourriture, le déclin des populations de bécasseaux maubèches se poursuit. Cette observation écarte l'hypothèse d'une pénurie alimentaire comme principale cause du déclin, suggérant plutôt la présence d'autres facteurs environnementaux ou écologiques à prendre en compte.

## Menaces et défis environnementaux
Les aires de repos des bécasseaux maubèches abritent une proportion significative de la population migratrice. Par conséquent, toute variation par rapport à la disponibilité habituelle des habitats et des ressources alimentaires peut avoir des conséquences durables sur l'ensemble de la population. Pour maximiser leur efficacité dans la recherche de nourriture et l'accumulation d'énergie tout en minimisant leurs dépenses énergétiques et le temps de vol, les bécasseaux synchronisent précisément leur migration avec la disponibilité des ressources alimentaires et choisissent des conditions de vent favorables,,,. 
Cependant, tout au long de leur parcours migratoire, les bécasseaux maubèches sont confrontés à de nombreuses menaces. Préférant des sites peu perturbés par l’activité humaine, ils sont particulièrement vulnérables à la présence humaine, aux chiens et aux touristes. Ces perturbations les forcent à consacrer jusqu'à 70 % de leur temps à la recherche de nourriture. Cela entraîne une réduction de plus de 40 % de leur efficacité dans la recherche alimentaire sur les sites fortement perturbés, ainsi qu'une baisse de l'efficacité de l'utilisation des zones de repos.

### Menaces liées aux changements climatiques
La connectivité des vasières est cruciale pour les bécasseaux maubèches, en particulier en dehors de la période de reproduction. De plus, les conditions climatiques au début de leurs migrations, notamment le changement climatique, l'élévation du niveau de la mer et la perturbation des habitats due aux activités humaines, jouent un rôle majeur dans leur survie et leur succès migratoire,. En outre, le changement climatique engendre de nombreux défis pour les bécasseaux et leurs habitats côtiers, affectant leur habitat et les ressources alimentaires disponibles.
L'élévation du niveau de la mer a des conséquences directes sur l’adéquation et la qualité des habitats. Dans le nord-ouest du Mexique, par exemple, cette élévation a entraîné une perte de 20 % de l’adéquation des zones humides dans environ 60 sites. Elle modifie également la distribution des proies en affectant les paramètres physiques qui régissent leur disponibilité. La combinaison de ces perturbations peut réduire l’efficacité de la recherche de nourriture et favoriser une concurrence accrue, tant intra- qu’interspécifique,.
Par ailleurs, la réduction des chutes de neige dans l'Arctique pourrait affecter la survie des bécasseaux maubèches en perturbant la phénologie des insectes. En effet, des observations ont révélé une émergence précoce des insectes en raison de la fonte des neiges, qui se produit désormais environ deux semaines plus tôt qu’au début des années 1980 . Si la disponibilité des ressources alimentaires riches en énergie diminue, cela pourrait ralentir la prise de poids des juvéniles, diminuant ainsi leurs chances de survie lors de leur migration vers leurs habitats d'hivernage. Par conséquent, il est essentiel que les bécasseaux ajustent leur calendrier migratoire en réponse à ces changements climatiques. 
Enfin, des études menées par Van Gils et ses collaborateurs (2016) ont révélé des modifications morphologiques chez les bécasseaux maubèches. Ceux nés durant des années chaudes présentent des tailles plus petites et des becs plus courts par rapport à ceux nés lors de périodes plus froides, ce qui souligne l'impact potentiel des conditions climatiques sur leur développement physique.

## Sous-espèces
D'après la classification de référence (version 14.1, 2024) de l'Union internationale des ornithologues, le Bécasseau maubèche possède 6 sous-espèces (ordre philogénique) :
- Calidris canutus canutus (Linnaeus, 1758) :
  - au bec plus long que les autres sous-espèces et au plumage nuptial d'un roux plus sombre et plus étendu sur les parties inférieures et les scapulaires, nicheuse en Sibérie et hivernante en Afrique du Sud et en Australasie ;
- Calidris canutus piersmai Tomkovich, 2001 :
  - nicheuse sur les îles de Nouvelle-Sibérie, hivernante au Nord-Ouest de l'Australie.
- Calidris canutus rogersi (Mathews, 1913) :
  - nicheuse dans les montagnes de Chukotka et Chukotskiy, hivernante en Australasie ;
- Calidris canutus roselaari Tomkovich, 1990 :
  - nicheuse sur l'île Wrangel et dans le Nord-Ouest de l'Alaska, hivernante sur les côtes du golfe du Mexique ;
- Calidris canutus rufa (A. Wilson, 1813) :
  - au plumage nuptial roux plus pâle dessous, aux scapulaires jaune orangé et au bas du ventre blanc, nicheuse dans le Nord du Canada et hivernante dans le Sud de l'Amérique du Sud. En danger d'extinction, cette sous-espèce se nourrit essentiellement d’œufs de Limules lors de son passage sur la côte Ouest Nord-Américaine[9] ;
- Calidris canutus islandica (Linnaeus, 1767) :
  - au bec plus court que les autres sous-espèces, à la couleur rousse intermédiaire entre celle de C. c. canutus et de C. c. rufa, avec les parties inférieures et les scapulaires jaunâtres, nicheuse sur les îles au large du Nord canadien et dans le Nord du Groenland, hivernante dans l'Ouest de l'Europe.

Cependant, la coloration et la structure varient au sein de chaque sous-espèce, notamment en raison d'un léger dimorphisme sexuel.